# Hypoxylon olliforme
Hypoxylon olliforme är en svampart som beskrevs av F. San Martín, P. Lavín & Port.-Port. 1999. Hypoxylon olliforme ingår i släktet Hypoxylon och familjen kolkärnsvampar.   Inga underarter finns listade i Catalogue of Life.